# Saint Pierre a Miquelon
Saint Pierre a Miquelon (francouzsky Saint-Pierre-et-Miquelon) je francouzské zámořské společenství sestávající z několika malých ostrovů u východního pobřeží Kanady nedaleko Newfoundlandu. Je to poslední zbytek bývalé kolonie Nová Francie.

## Název
Saint-Pierre je francouzský výraz pro svatého Petra, patrona rybářů.

## Dějiny

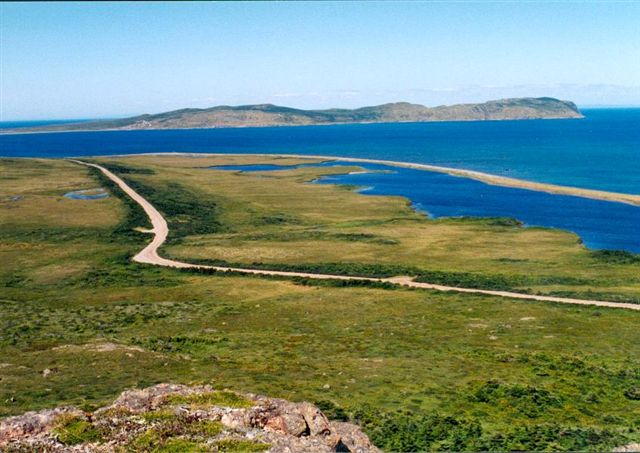
Ostrov Miquelon

Detailní mapa ostrovů

Saint Pierre a Miquelon byl pod francouzskou kontrolou od roku 1763. Některé vykopávky ovšem dokládají osídlení ostrovů už kolem roku 3000 př. n. l.
Portugalský mořeplavec João Álvares Fagundes v roce 1521 pojmenoval tyto ostrovy Onze Mil Virgens (Jedenáct tisíc panen). Francouzi jim říkali Îles de Saint-Pierre, tedy doslova Ostrovy Svatého Petra. Během 16. století byly ostrovy využívány francouzskými rybáři jako základna pro sezónní lov tresek. Francouzský mořeplavec Jacques Cartier byl na Saint Pierre v roce 1536 a potkal zde francouzské a bretonské rybáře. Jméno Miquelon je baskického původu, protože tento ostrov byl využíván rybáři z Saint-Jean de Luz.
Francouzi založili osadu na Saint Pierre počátkem 17. století, opustili ho na základě Utrechtské smlouvy, ale zpět do jejich rukou se dostal v roce 1763 na konci sedmileté války.
Mezi lety 1763 a 1778 se ostrovy staly útočištěm pro akadijské vyhnance z Nového Skotska. V roce 1778 na ostrovy zaútočili Britové jako odplatu za francouzskou podporu americké nezávislosti. Obyvatelstvo ostrovů bylo deportováno. I když Francie znovu získala ostrovy v roce 1783, britský odpor k Francouzské revoluci a francouzské vyhlášení války Spojenému království vedly k dalšímu britskému útoku a deportaci obyvatelstva v roce 1793. Ostrovy byly definitivně vráceny Francii po druhé abdikaci Napoleona v roce 1816. Představují poslední zbývající pozůstatek kdysi rozsáhlé francouzské kolonizace Severní Ameriky. Během americké prohibice ostrovy sloužily jako základna pro pašování alkoholu do Spojených států mnoha gangstery včetně Al Caponeho a Billa McCoye.
Když nacistické Německo obsadilo během druhé světové války většinu Evropy, ostrovy byly pod kontrolou Vichistické Francie. Svobodné francouzské jednotky vedené kontradmirálem Émilem Muselierem obsadily ostrovy na Štědrý den 1941 jménem Charlese de Gaulla. Saint Pierre a Miquelon se tak postaral o vážnou roztržku mezi Svobodnými francouzskými jednotkami a Ministerstvem zahraničí Spojených států, které chtělo udržovat dobré vztahy s vichistickou Francií a hrozilo vysláním lodí, které dobudou ostrovy zpátky. V roce 1976 se ostrovy staly zámořským departementem Francie. Tento status byl v roce 1985 upraven a ostrovy se staly územím se zvláštním statusem collectivité territoriale à statut particulier. Po reformě ústavy v roce 2003 se staly collectivité d'outre-mer, i když si uchovaly svůj úřední název collectivité territoriale de Saint-Pierre-et-Miquelon.

## Symboly
Saint Pierre a Miquelon, francouzské závislé území, užívá vedle francouzských symbolů i své vlastní.

### Vlajka
Neoficiální vlajka Saint Pierru a Miquelonu je tvořena listem o poměru stran 2:3 se dvěma svislými pruhy – v užším, žerďovém pruhu jsou nad sebou vyobrazeny baskická vlajka, kanton bretaňské vlajky a normandská vlajka. Širší pruh ve vlající části je modrý a je na něm žlutá plachetnice.

### Znak
Znak Saint Pierru a Miquelonu je tvořen modrým štítem se žlutou lodí. V hlavě jsou tři čtvercové vlajky. Nad štítem je zobrazena koruna. Za štítem dvě překřížené kotvy, pod ním stuha s mottem „A MARE LABOR“.[ujasnit]

## Geografie
Ostrov Saint Pierre je obklopen menšími ostrovy, mezi nimi Grand Colombier, Petit Colombier a Île aux Marins (Île aux Chiens). Celková plocha ostrovů je 242 km², celková délka pobřeží je 120 km.
Ostrov Miquelon vznikl spojením tří ostrovů písečnými dunami. Tyto ostrovy se jmenují Le Cap, Miquelon (Grande Miquelon) a Langlade (Petite Miquelon).
Podnebí je velmi vlhké a větrné, zimy jsou drsné a dlouhé. Jaro a počátek léta jsou chladné a mlžné. Pozdní léto a začátek podzimu jsou slunečné.